# Vittangi
Vittangi è un'area urbana della Svezia situata nel comune di Kiruna, contea di Norrbotten.
La popolazione rilevata nel censimento 2010 era di 784 abitanti .